# Le Neveu de Beethoven
Pour plus de détails, voir Fiche technique et Distribution.
Le Neveu de Beethoven est un film franco-allemand réalisé par Paul Morrissey et sorti en 1985.

## Synopsis
Ludwig van Beethoven, homme au caractère difficile, devient le tuteur de son neveu Karl. Il l'aide, le surveille, et intervient dans sa première expérience amoureuse.

## Fiche technique
- Titre : Le Neveu de Beethoven
- Réalisation : Paul Morrissey
- Scénario : Mathieu Carrière, Paul Morrissey
- Production : Orfilm
- Photographie : Hanus Polak
- Montage : Claudine Bouché, Albert Jurgenson, Michèle Robert-Lauliac
- Pays d'origine :  France,  Allemagne de l'Ouest
- Durée : 105 minutes
- Genre : Drame
- Date de sortie: 18 septembre 1985

## Distribution
- Wolfgang Reichmann : Ludwig Van Beethoven
- Dietmar Prinz : Karl
- Jane Birkin : Johanna
- Nathalie Baye : Leonore
- Mathieu Carrière : l'archiduc Rodolphe
- Ulrich Berr : Schindler